# Näsby kyrka, Småland
Näsby kyrka är en kyrkobyggnad som ligger i Vetlanda kommun. Den är församlingskyrka i Näsby församling i Växjö stift.

## Kyrkobyggnaden
Kyrkan uppfördes ursprungligen i sten under 1100-talets senare hälft eller början av 1200-talet. Den var från början en relativ liten kyrka bestående av långhus, kor och absid i öster ungefär som den väl bevarade Vallsjö gamla kyrka. År 1727 skedde en omfattande ombyggnad av kyrkan. En korsarm i trä byggdes i norr varvid den gamla kyrkans  sakristia revs och delar av medeltidskyrkans mur bröts ned. Genom denna tillbyggnad blev koret orienterat i söder. Den gamla kyrkans kor med absid fick funktion som sakristia. Kyrktornet av trä med en fyrsidig lanternin  byggdes år 1807. Tidigare hade klockorna haft sin plats i en fristående klockstapel. I tornet hänger två klockor, båda omgjutna 1914. Den större klockan bär årtalet 1562 och den mindre är troligen från 1636. Kyrkans interiör präglas av takmålningar som härrör från 1746. De är utförda av  Johan Christian Zschotzscher. Sidofälten visar bilder ur Jesu liv, medan takvalven illustrerar bönepunkterna i Fader Vår.

## Inventarier
- Triumfkrucifix med den korsfäste i naturlig storlek från 1200-talet.
- Träskulpturer av jungfru Maria och en biskopsbild finns på ömse sidor om krucifixet.(Båda bilderna från 1200-talet).
- En rikt utsirad dopfunt av sandsten daterad till 1100-talet i romansk stil  anses tillhöra Njudungsgruppen.
- Ett rökelsekar är från medeltiden.
- Den rikt utsirade predikstolen i  barock  tillverkades 1690 av mäster Johan Kuhla.
- Altaruppsatsen från omkring 1700 är en gåva av generalfältmarskalken Göran Silfverhielm och hans hustru Ulrika Ekeblad.
- Bänkinredningen tillkom 1891–92
- Orgelläktaren är prydd med bilder av de tolv  apostlarna och deras symboler.

## Orgel
- 1739/1738 erhöll kyrkan en orgel  med 10 stämmor  byggd av Lars Solberg, Norra Sandsjö.[1]
- 1892 ersattes Solbergs orgel av ett mekanisk verk utfört av Erik Nordström, Eksjö. Den renoverades 1968 av Richard Jacoby Orgelverkstad, Stockholm.

| Huvudverk I  | Svällverk II       | Pedal                 | Koppel |
| Borduna 16´  | Borduna 8´         | Bihängd (huvudverket) | II/I   |
| Principal 8´ | Salsinal 8´        |                       | I 4'/I |
| Gamba 8´     | Principal 4'       |                       |        |
| Octava 4´    | Fleut Octaviand 4' |                       |        |
| Flöjt 4'     | Crescendosvällare  |                       |        |
| Octava 2'    |                    |                       |        |
| Trumpet 8'   |                    |                       |        |